# ماساکی اوکی (بازیکن فوتبال)
ماساکی اوکی (ژاپنی: 植木 昌晃؛ زادهٔ ۲۳ ژوئیهٔ ۱۹۷۴) یک بازیکن فوتبال اهل ژاپن است.
از باشگاه‌هایی که در آن بازی کرده‌است می‌توان به باشگاه فوتبال کاشیما آنتلرز اشاره کرد.